# Travelgenio
Travelgenio Agencia de Viajes Online fue una empresa fundada en el año 2010 por el emprendedor argentino Mariano Pelizzari. En 2018 la empresa se fusionó con la neerlandesa Otravo, al mismo tiempo que Joost Schuring asumió como CEO. En diciembre de 2022, Joost Schuring anunció el cese de operaciones por quiebra.
La empresa entró en concurso de acreedores en mayo de 2023. Mientras que la empresa en España anunció que se realizaría la correspondiente indemnización por despido, los exempleados de su filial en Uruguay no recibieron ningún pago.

## Historia
En el año 2011 logró una facturación de 35MM €, resultados que fueron ampliamente superados en el ejercicio 2012 al alcanzar una facturación de 90MM €. Para el año 2013 las previsiones de facturación declaradas por responsables de la compañía se sitúan en torno a los 150MM €.
Durante el año 2012 Travelgenio comenzó su expansión internacional en los mercados europeos de Francia y Reino Unido.
En 2013, Portugal, Países Bajos, Italia y Alemania fueron los siguientes países en los que Travelgenio comenzó a estar presente ofreciendo sus servicios.
A finales del año 2012, Travelgenio realizó un estudio para medir la satisfacción de los usuarios de las principales compañías aéreas a nivel internacional. En este estudio, unas 145.000 pasajeros ofrecieron su opinión acerca de su experiencia de compra y su experiencia de vuelo. Los resultados captaron el interés de medios de comunicación y las principales referencias del sector del turismo internacional. El estudio que tiene carácter anual, se realizará cada 12 meses para medir la evolución de la satisfacción de los consumidores.
En mayo de 2013, Travelgenio lanza la primera edición de su primer libro de viajes titulado "Destinario, viajes únicos para viajeros exigentes". Este libro que será el primero de la colección llamada Destinario, recoge los principales 70 destinos a nivel mundial en 276 páginas. El libro está estructurado en tres secciones principales; Destinos Internacionales, Destinos en España y Consejos para viajar.
En diciembre de 2013 Travelgenio publicó su II Estudio de Satisfacción y Tendencias de Usuarios de Aerolíneas en el que, mediante un cuestionario en línea, fueron consultados 200.000 pasajeros sobre sus opiniones y experiencias de vuelo con las principales aerolíneas del mercado.
En los resultados se vio claramente cómo los pasajeros buscaban los mejores precios, posicionando a Ryanair como la aerolínea más solicitada, pero posicionando a Lufthansa como la compañía que más satisfacía sus expectativas en lo que a calidad se refiere. Como en años anteriores, el estudio interesó a cabeceras principales de los medios de comunicación españoles.
En diciembre de 2014, la agencia de viajes publicó el III Estudio de Satisfacción y Tendencias de Usuarios de Aerolíneas, un estudio que se realizó con los cuestionarios enviados a más de 100.000 pasajeros en los que se preguntaba por las aerolíneas y su valoración con respecto a los últimos vuelos que realizaron. De este estudio se pudo establecer que, durante ese año, British Airways fue la aerolínea mejor valorada por los pasajeros 
También se pudo saber que durante dicho ejercicio, la aerolínea más solicitada por los pasajeros fue la española Iberia
En mayo de 2014 se publican los resultados del ejercicio anterior, ascendiendo éstos a 180MM €, cifra que muestra según los expertos del sector que la empresa está más que consolidada y que continuará durante todo este año su expansión por países como Rusia, Singapur o incluso en Sudamérica en países como Argentina.
En marzo de 2015 se hacen públicos los resultados del ejercicio 2014, ascendiendo éstos a 344MM €, cifra que supone un 91% de incremento sobre el ejercicio 2013 y que alza a la compañía como la primera empresa española y la primera empresa europea del sector turístico por crecimiento según el ranking "Inc. 5000 Europe 2015" 
En abril de 2016 la compañía hace públicos los resultados del ejercicio 2015, ascendiendo éstos a 449MM €, cifra que supone un 31% de incremento sobre el ejercicio 2014 y que confirma el crecimiento continuo desde su fundación e inicio de operaciones en 2010. Según el informe '1.000 compañías que inspiran', elaborado por London Stock Exchange Group la compañía aparece entre las 75 empresas españolas con más proyección de futuro.
Los esfuerzos de expansión hacia mercados de Latinoamérica, Turquía y Rusia, así como la consolidación de los mercados europeos, han hecho que los resultados de Travelgenio en 2016 arrojen una facturación bruta superior a los 700 millones de euros, logrando un crecimiento del 56% con respecto a los resultados presentados en el ejercicio 2015.
2016 ha supuesto además para la marca la internacionalización de sus webs en algunos de los mercados más destacados del área Asia-Pacífico, añadiendo a su portfolio la presencia en países como Japón, China, Corea del Sur, Taiwán y Hong Kong. Esta expansión formará parte de la nueva estrategia de la compañía, que espera superar la barrera de facturación de 2.000 millones de euros en 2020.

## Fusión de Otravo y Travelgenio
En abril de 2018 la agencia de viajes holandesa Otravo propiedad del fondo de inversión holandés Waterland se fusiona con la española Travelgenio sumando una facturación estimada en su conjunto de más de 1600 millones de euros y convirtiéndose en la quinta agencia de viajes en línea europea por volumen de facturación. En ese momento Joost Schuring asume la dirección de OTRAVO como CEO. Por su parte José Salvado asume la responsabilidad del negocio de vuelos de Otravo, incluido Travelgenio. Respecto a Mariano Pelizzari -Fundador de Travelgenio- cesa todas sus  funciones en Travelgenio y Otravo en octubre de 2020.

## Servicios
Los productos y servicios que ofertaba Travelgenio era fundamentalmente vuelos, hoteles y otros servicios como seguros, alquiler de vehículos o traslados.
La compañía operaba a través de sistemas de reservas como Amadeus o Galileo comercializando los productos de líneas aéreas como Iberia, Vueling, Air France, KLM, entre otras muchas compañías.

## Quiebra
El 15 de diciembre de 2022, Otravo, la matriz de Travelgenio, anunció su cese de operaciones. Por su parte, IATA anunció la suspensión de Otravo y Travelgenio de forma temporal del BSP. Mientras que los empleados de Países Bajos fueron desvinculados de la empresa y recibieron la correspondiente indemnización por despido, los empleados de la oficina de Montevideo, Uruguay, estuvieron en el seguro de desempleo por inactividad entre el 15 de enero y el 28 de abril de 2023, cuando finalmente se los desvinculó de la compañía.
El 12 de mayo de 2023, Travelgenio entró en concurso de acreedores en España y Uruguay, y se abrió la fase de liquidación. El 31 de mayo la compañía confirmó que iba a indemnizar por despido a sus empleados en España e incluso les informó que la devolución de los equipos informáticos con los que contaba cada empleado no era necesaria. Sin embargo, habiendo exigido la devolución de los equipos a los empleados uruguayos y ya sobrepasados los plazos legales, Travelgenio no realizó el pago de los despidos y tampoco informó los montos que corresponde a cada exempleado —82 en total— del país sudamericano.
Además de incumplir al no pagar los despidos correspondientes, los empleados tampoco han podido cobrar el seguro de desempleo tras la desvinculación, debido a que la empresa demoró en dar de baja a sus empleados en el BPS, ente encargado de la seguridad social de Uruguay.